# 伊達ノ花静
伊達ノ花 静（だてのはな しずか、1907年1月1日 - 1944年12月11日）は、宮城県遠田郡涌谷町出身で出羽海部屋に所属した力士。本名は深山 静。170cm、120kg。最高位は西前頭15枚目。

## 経歴
1923年1月初土俵、1932年2月十両昇進。1935年5月新入幕したが、わずか2場所の在位で1936年1月廃業し、茨城県日立市で割烹を経営、のちに北海道に渡ったが、戦時中に若くして亡くなった。

色白の肥満体で玉のようにきれいで（本名も女性っぽい静）、明治の横綱・小錦のようとも言われたが、小錦と違い出足に欠けて勝ち味が遅かった。

## 成績
- 幕内2場所8勝14敗
- 通算12場所37勝47敗

## 幕内対戦成績
| 力士名 | 勝数 | 負数 | 力士名 | 勝数 | 負数 | 力士名 | 勝数 | 負数 | 力士名 | 勝数 | 負数 |
| ------ | ---- | ---- | ------ | ---- | ---- | ------ | ---- | ---- | ------ | ---- | ---- |
| 綾錦   | 0    | 1    | 射水川 | 1    | 1    | 大浪   | 1    | 0    | 大八洲 | 0    | 2    |
| 桂川   | 0    | 1    | 錦華山 | 1    | 1    | 太刀若 | 0    | 1    | 楯甲   | 1    | 0    |
| 筑波嶺 | 0    | 2    | 土州山 | 1    | 1    | 松前山 | 0    | 1    |        |      |      |

## 改名
仙臺→伊達ノ花